# Fanny Holmberg
Fanny Holmberg (* 29. April 1998) ist eine finnische Unihockeyspielerin. Sie steht beim Nationalliga-A-Vertreter Unihockey Berner Oberland unter Vertrag.

## Karriere

### Verein
Holmberg begann ihre Karriere beim Porvoon Salibandyseura in Finnland. Sie debütierte 2014 erstmals für den Verein. Insgesamt absolvierte sie 90 Partien für den Verein aus Porvoo.
Nachdem Unihockey Berner Oberland den Aufstieg in die Nationalliga A bewerkstelligt hatte, gab der Verein den Transfer der jungen Finnin bekannt. Sie stiess zusammen mit Linda Törnqvist, ebenfalls vom PSS, zu Unihockey Berner Oberland. Holmberg wurde während dieser Zeit Schweizer Meister mit den Juniorinnen U21 und war eine der tragenden Kräfte der Nationalliga-A-Mannschaft.
Nach einer Saison in der Schweiz kehrt Törnqvist zu ihrem ehemaligen Verein PSS zurück.

### Nationalmannschaft
Holmberg debütierte 2014 an der U19-Euro Floorball Tour in Prag für die U19-Nationalmannschaft. Mit der U19-Nationalmannschaft Finnlands nahm sie an der Weltmeisterschaft in Belleville, Kanada, teil. Dort verlor sie den Final gegen Schweden und holte sich somit die Silbermedaille.